# ジョルジオ・アルマーニ
ジョルジオ・アルマーニ（イタリア語: Giorgio Armani, 1934年7月11日 - ）は、イタリアのファッションデザイナーである。

## 人物
イタリアを代表するファッションデザイナーの1人で、ミラノを基盤にコレクションを持つジャンフランコ・フェッレ (Gianfranco Ferré) とジャンニ・ヴェルサーチ (Gianni Versace) と共に、「ミラノの3G」として世界中にその名を轟かせている。
1982年4月、1940年代のクリスチャン・ディオール以来、ファッションデザイナーとしては２人目に米「タイム (雑誌)」の表紙を飾った（イタリア人としてはノーベル賞を受賞した劇作家のルイジ・ピランデルロに次いで２人目）。

## 略歴
- 1934年7月11日午前7時20分 - ピアチェンツァで生まれる。
- 1949年 ‐ 一家でミラノに転居
ミラノ大学医学部在籍中に兵役に召集され、そのまま大学は中退。
モデルをしていた妹の影響でファッション界を知り、カメラマンの助手やミラノの百貨店「ラ・リナシェンテ」でウィンドウディスプレイや販売を担当。
- 1957年 - 1964年 - 「ラ・リナシェンテ」のバイヤーを務める。
- 1964年 - セルッティ社のメンズウェア「ヒットマン」のデザイナーと製品開発係を兼任。
- 1975年 - 41歳の時、セルジオ・ガレオッティと共に自らの会社を設立し、自社商品（メインブランド）を発表。

以後の企業活動は「アルマーニ」を参照。

## 主な受賞歴

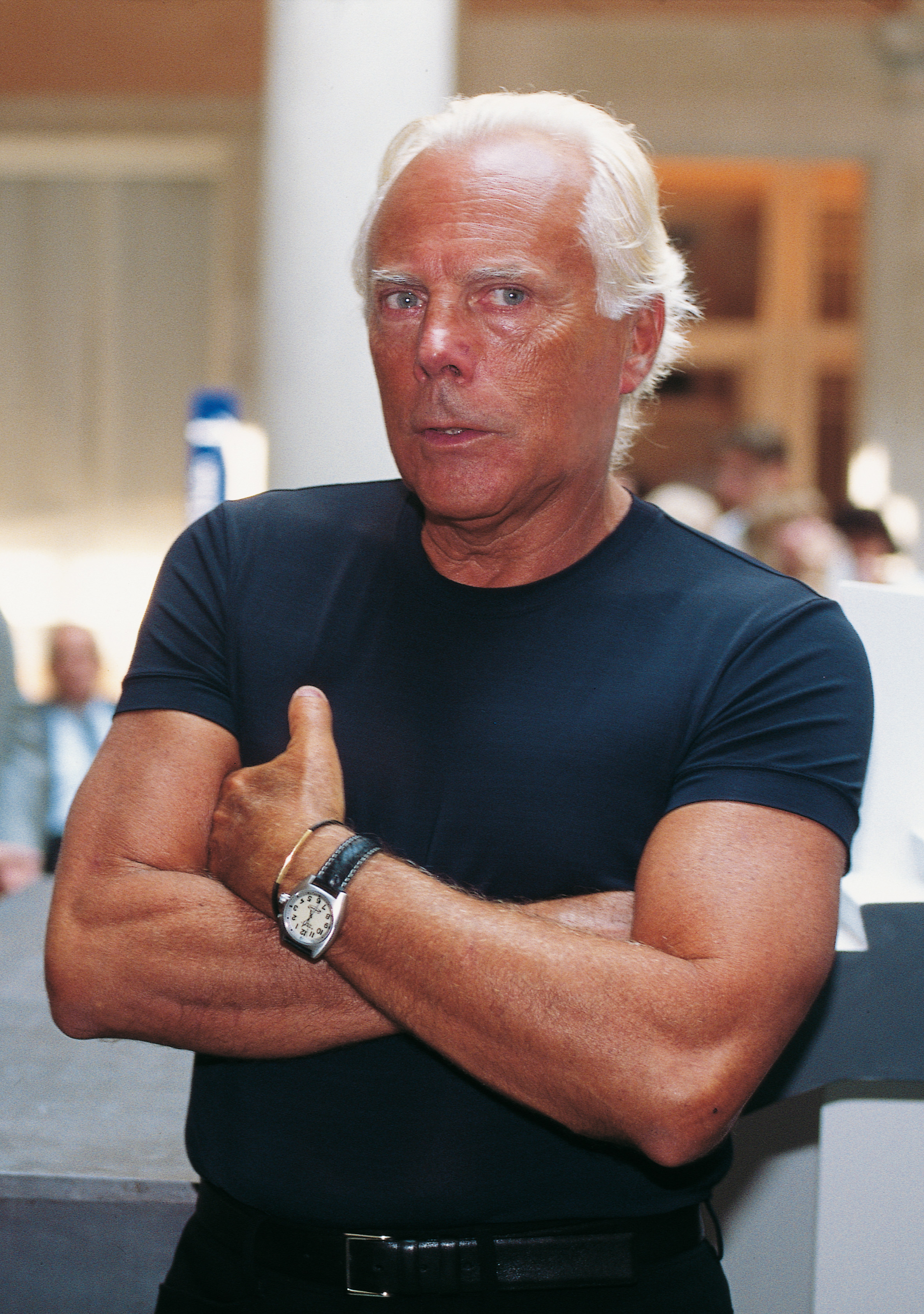
1997年当時のアルマーニ

- 1997年当時のアルマーニ1981年 - GQ誌の「メンズ・スタイル・アウォード・フォー・ベスト・ファッションデザイナー賞」と、カティサークの「国際トップ・メンズ・ファッション・デザイナー賞」を受賞。
- 1983年 - ピアチェンツァ市から「金賞」、アメリカ・ファッション・デザイナー協議会から国際部門の「最高賞」を受賞。
- 1984年 - 春夏コレクションのベスト・デザイナーに与えられる「オッキオ・ドーロ（金の目）賞」と、カティサークの「国際トップ・メンズ・ファッション・デザイナー賞」を受賞。
- 1985年 - イタリア政府からイタリア共和国功労勲章「コメンダトーレ章」を授与。カティサーク・メンズ・ファッション賞初の「桂冠デザイナー」に選ばれる。
- 1986年 - イタリア政府からイタリア共和国功労勲章の最高位「グランデ・ウッフィチャーレ章」を授与。春夏コレクション及び秋冬コレクションの「オッキオ・ドーロ賞」をそれぞれ受賞。
- 1987年 - イタリア政府から「共和国功績勲章」「大騎士賞」を授与。パリの国際麻フェスティヴァルで「金糸賞」、米国ファッションデザイナー会議から紳士服部門の「功労賞」、春夏コレクションの「オッキオ・ドーロ賞」、カティサークの「国際トップ・メンズ・ファッション・デザイナー賞」を受賞。
- 1988年 - スペインのフアン・カルロス国王から、世界最高のファッションデザイナーに贈られる「クリストバル・バレンシアガ賞」を授与。春夏及び秋冬コレクションで「オッキオ・ドーロ賞」をそれぞれ受賞。
- 1989年 - ニューヨークで「ウールマーク賞」、日本で「繊研賞」を受賞。
- 1991年 - ロンドンのロイヤル・カレッジ・オブ・アートから「名誉博士号」を授与。
- 1992年 - フィレンツェのジョルジオ・モラレス市長より、メイド・イン・イタリーのイメージを世界中で高めた功績により「フィオリーノ・ドーロ賞」を授与。カジュアルラインの「A/X」で「ウールマーク最優秀国際メンズコレクション賞」を受賞。年間最優秀イタリア人デザイナーに贈られる「オッキオ・ドーロ賞」、1992年度イタリア最優秀印刷・テレビ広告キャンペーンに贈られる「アカデミア・デル・プロフーモ賞」を受賞。
- 1993年 - 年間最優秀デザイナーに贈られる「アグジャ・デ・オーロ賞」並びに年間最優秀国際デザイナーに贈られる「テルヴァ・トリウンファドール賞」を受賞。
- 1994年 - ワシントンDCのイタリア・アメリカ財団から「功労賞」を授与。年間最優秀イタリア人デザイナーに贈られる「オッキオ・ドーロ賞」を受賞。
- 1995年 - ローマで「トゥギャザー・フォー・ピース（平和協力）財団文化賞」を受賞。「マスケラ・ドーロ賞」「カンピオーネ・ディターリア賞」を受賞。イギリス版「マリ・クレール」誌からベスト・モダン・クラシック部門の「デザイナー・オブ・ジ・イヤー」に選ばれる。
- 1996年 - アメリカ版「GQ」誌から「ザ・マン・オブ・ジ・イヤー（年間最優秀賞）」を贈られる。
- 1997年 - アメリカ版「マリ・クレール」誌からベスト・モダン・クラシック部門の「デザイナー・オブ・ジ・イヤー」に選ばれる。
- 1998年 - ドイツ・カールスルーエ市のメディア企業ブルダから、世界最高のファッションデザイナーに贈られる「バンビ (賞) 」を授与。イタリアの金融専門誌イル・ソーレ・21・オーレから、イタリア最高の経済成果を挙げたことに対し、「リズルターティ・ボッコーニ賞」を授与。フィレンツェで「ピッティ・イマジオ・ウォモ賞」を受賞。
- 2000年 - 映画・映像作品に対する貢献を評価され、「ダヴィッド・ディ・ドナテッロ賞（イタリア版オスカー）」を受賞。アメリカ版「GQ」誌から「ザ・マン・オブ・ジ・イヤー（年間最優秀賞）」を贈られる。

## 家族
父のウーゴ・アルマーニはアルメニア系イタリア人で、父（ジョルジオの祖父）とともに、アルメニア人虐殺から逃れるため1915年に一家でイタリアに移民し、運送業や公務員として働いた。母親のマリア・ライモンディもアルメニア系。1949年に一家でピアチェンツァからミラノに転居した。
弟はセルジオ、妹のロザンナ・アルマーニは元モデルで、兄とファッション業界を繋ぐきっかけを作った。
元パートナーにセルジオ・ガレッティ（it:Sergio Galeotti, 1945-1985）がいる。交際中の1975年にガレッティから独立を勧められたアルマーニは、愛車を売った資金で会社を立ち上げ、ガレッティに経理を任せ、二人三脚で会社を大きくしていった。

## 映画
- 1980年 - 『アメリカン・ジゴロ』でリチャード・ギアの衣装を担当。アルマーニの初めてのオフィシャルでの衣装協力であり、アルマーニの世界的な成功が始まる。
- 1986年 - マーティン・スコセッシ監督を起用し、エンポリオ・アルマーニのTV用のCFを初めて製作した。
- 1987年 - ケビン・コスナー主演の『アンタッチャブル』の衣装を担当。
- 1990年 - 友人のマーティン・スコセッシ監督がアルマーニ自身を描いた26分のドキュメンタリー「Made in Milan」を製作した。
- 1992年 - ジョルジオ・アルマーニのレディスフレグランス「ジオ」のキャンペーンに、デヴィッド・リンチ監督の製作したTVスポットが流され、話題となった。ララ・ハリス扮するジオという名の女性がパーティに到着するが、多くのカメラマンが待ち構えていたため、クラブへ逃げ込むというストーリーで、モノクロのセンスある画面が印象的と評されている。
- 2000年 - ジュリアン・オーザンヌ監督を起用し、英伊合作で、アルマーニ自身を描いた79分のドキュメンタリー「giorgio armani : a man for all seasons」を製作した。同作品は、2003年にヴァージンシネマズ六本木ヒルズのオープニング作品として、劇場公開された。

## 書籍
- 2007年 - アルマーニ初の評伝として、秘蔵写真220点以上が収録された『ジョルジオ・アルマーニ 帝王の美学』（邦題）が刊行された。著者はコンデナストグループの各誌（『ヴォーグ』イタリア版、『ウオモ・ヴォーグ』、『カーザ・ヴォーグ』、『GQ』）で記事を執筆しているレナータ・モルホ。日本語版は目時能理子と関口英子が翻訳を担当し、日本経済新聞出版社から刊行されている。

### 音楽（CD）
ARMANI/MUSICA
- EMPORIO ARMANI CAFFE 1 2003年発売
- EMPORIO ARMANI CAFFE 2 2004年発売
- EMPORIO ARMANI CAFFE 3 2006年発売
- EMPORIO ARMANI CAFFE 4（2枚組）2008年発売
- EMPORIO ARMANI CAFFE 5（2枚組）2010年発売

### 訪日記録
- 1982年 - WWDニューヨークの協力のもと、WWD主催の世界5大都市から5人のトップデザイナーを招く「ザ・ベスト・ファイブ」に招かれ、初来日を果たした。
- 1997年 -「1998春夏コレクション」を開催。
- 2005年 - アルマーニ創立30周年記念として、六本木ヒルズ・森美術館にて大回顧展「ジョルジオ・アルマーニ展」 を開催。
- 2007年 -「アルマーニ/銀座タワー」オープン記念。「2008年春夏コレクション」を含む「One night Only at Budokan」を開催。

## 評価
「ジョルジオ・アルマーニ展に寄せられたメッセージ/展覧会カタログより」
| 「                  | アルマーニの世界を知るということは、台風の目の中に、完璧な静寂の中に、センセーショナリズムの風に吹かれてもびくともしないスタイルの中に着地するということ。彼のスタイルには決して定義できない精神があると思うわ。 「こんなに美しい」―言えるのはただそれだけ。アルマーニのドレスは不安や不確かな感じを与えない。それがアルマーニであって、私たちにとって必要なすべてじゃないかしら。 | 」 |
| —ソフィア・ローレン | |    |

| 「                            | 私のスタイルはいつもアルマーニ。誰も（世界中どこにいても）私に「誰の服を着ているの？」とはたずねない。それはいつもアルマーニであって、アルマーニでしかないから。彼のシンプルさと洗練さが好き。彼のモダンで本質的かつ最小限をめざしたスタイルの中に自分自身どっぷりつかっていると思うわ。彼が使う素材の軽さがとても気に入っているの。体のラインに邪魔することなく沿ってくれるから。私の動きを制限することなどない。だから行動的で自由かつ現代的な女性としての生き方にとても合っていると思うわ。 | 」 |
| —クラウディア・カルディナーレ | |    |

| 「                    | 私がアルマーニを着るのは、彼の服が私自身にとても合っているから。着心地のよさや、いかに似合うか、そして素材の繊細さを気にする人に向けてのものだから。その場で目立つかどうかなんてどうでもいいこと。ただ私らしくいたい。それだけね。 | 」 |
| —ジョディ・フォスター | |    |

| 「                  | ジョルジオ・アルマーニは尊敬を体現していると思うわ。彼は自身の作品のすべての側面―デザイン、素材、色、職人技、そして人間を尊敬している。アルマーニを着ているといつも安心できて、それはいつか自信と心地よさに変わるの。彼が作ったものはハイヒールでさえ心地よくて。そういうことが、彼を単にすばらしいデザイナーというだけでなく、マジシャンじゃないかと思わせる理由じゃないかしら。 | 」 |
| —ジュリア・ロバーツ | |    |

| 「                    | アルマーニがファッション界にもたらしたことに加え、僕は彼のことを人体の建築家として、言葉の広い意味でのデザイナーだととらえている。だから彼は天才だと思うのだし、20世紀が生んだ偉大な芸術家のひとりであると心から、そして単純に言えるんだ。 | 」 |
| —エリック・クラプトン | |    |

| 「                    | 辞書で「class」という単語を引いてみたら、「最高の中でも一番高いランクに位置し、その価値を保有し続けること」と出ていた。一瞬僕は、「アルマーニ」という言葉をそこに見た気がしたよ。多分僕の見間違いだったんだろうけれどね。 | 」 |
| —ジョージ・クルーニー | |    |

| 「                | 本当のことを言うと、まあこれはジョルジオも知っていることなんだけれど、僕はファッションのことは何にもわからない。「アメリカン・ジゴロ」を撮る前は今以上に何もわかっていなかった。でも彼の作った服は大胆かつ先進的なデザインで、他の多くのデザイナーや顧客、映画俳優を目指す若者たちに影響を与えたということはわかる。世界で最もすばらしい服だし、そして彼はとても紳士なんだよ。 | 」 |
| —リチャード・ギア | |    |

## エピソード
- アルマーニ語録で「私はニセモノが嫌いだ。見せかけの真実は見たくない」は有名である。
- トレードマークは、紺の半袖Ｔシャツに黒のコットンパンツ、足元は白のレザースニーカー。
- 大の映画好きで、映画監督のマーティン・スコセッシとは友人関係にある。
- 映画『アメリカン・ジゴロ』(1980年)でリチャード・ギアの衣装を担当し、これをきっかけにハリウッドで一躍有名となり、その後も映画に衣装提供を行い、映画のクレジットに登場したのは2005年時点で300回に達した。
- 82年の初来日時、ホテルオークラの和室や、料亭「吉兆」で目にした畳を、ミラノに持ち帰りたいとリクエストした。
- アルマーニの顧客リストには、、トム・クルーズ、レオナルド・ディカプリオ、ジョージ・クルーニー、ジョン・トラボルタ、クライヴ・オーウェン、ソフィア・ローレン、ジョディ・フォスター、シャロン・ストーン等々、ハリウッドを代表するセレブリティ達が名を連ねている。
- 2006年、イタリアで式を挙げたトム・クルーズとケイティ・ホームズ夫妻のタキシードとウェディングドレスをアルマーニがデザインした。
- 「モード界の帝王」と呼ばれ、完璧主義者である。完璧主義であるがゆえに、中途半端な外国語は話さない。
- 2005年の来日時に「引退後の後継者は」と質問され、「私が70歳のおじいちゃんに見えますか」と軽くあしらった。2007年に銀座に出店した際の『NEWS ZERO』でのインタビューでは、「おそらく、個人ではなく経営陣になるだろう」と答えている。
- アルマーニを題材にした映画には「Giorgio Armani:A Man For All Seasons」（2000年）、ショートフィルム「Made in Milan」（1990年）がある。
- 2007年の来日時、日本ファッション・エディターズ・クラブが選出する「FECデザイナー・オブ・ザ・イヤー」に選ばれ、会場となった赤坂プリンスホテルでの滞在時間はわずか10分間だった。
- 20世紀で最も成功したデザイナーであり、『フォーブス』の世界長者番付においても、常にランクインされている。
- 出身地を本拠地とするサッカークラブであるピアチェンツァ・カルチョの熱心なサポーターであり、過去には同クラブのユニフォームデザインも手がけた。また同クラブの選手支給スーツもアルマーニ社の製品である。
- 過去にミラノの自宅で、テレビの企画で中田英寿と対談をした[5]。